# Hemeroplanes ornatus
Espèce
Hemeroplanes ornatus est une espèce de lépidoptères de la famille des Sphingidae.

## Distribution
Originaire du Mexique, on trouve en Amérique centrale dans les forêts tropicales. 

## Description

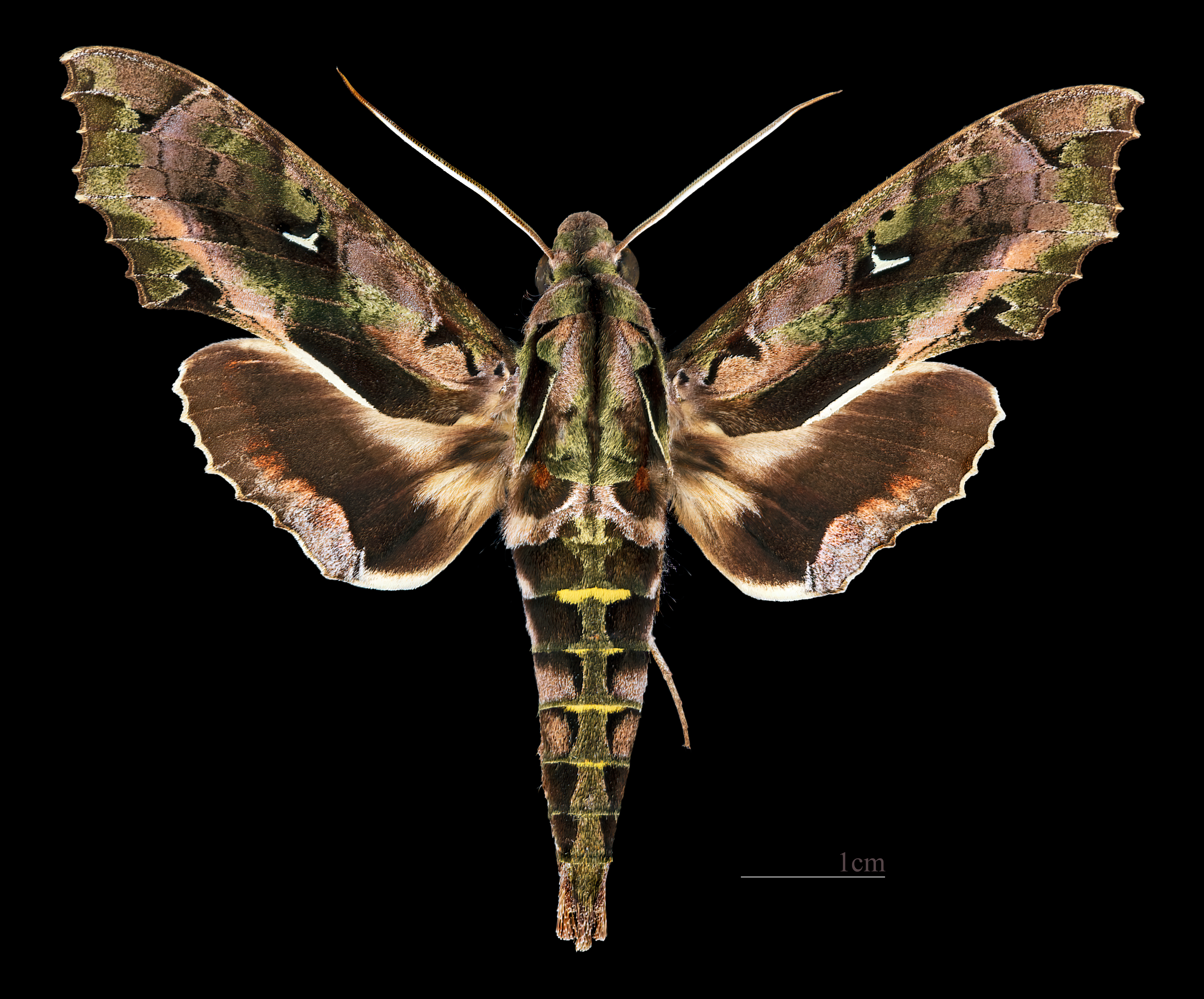
Hemeroplanes ornatus ♂  MHNT
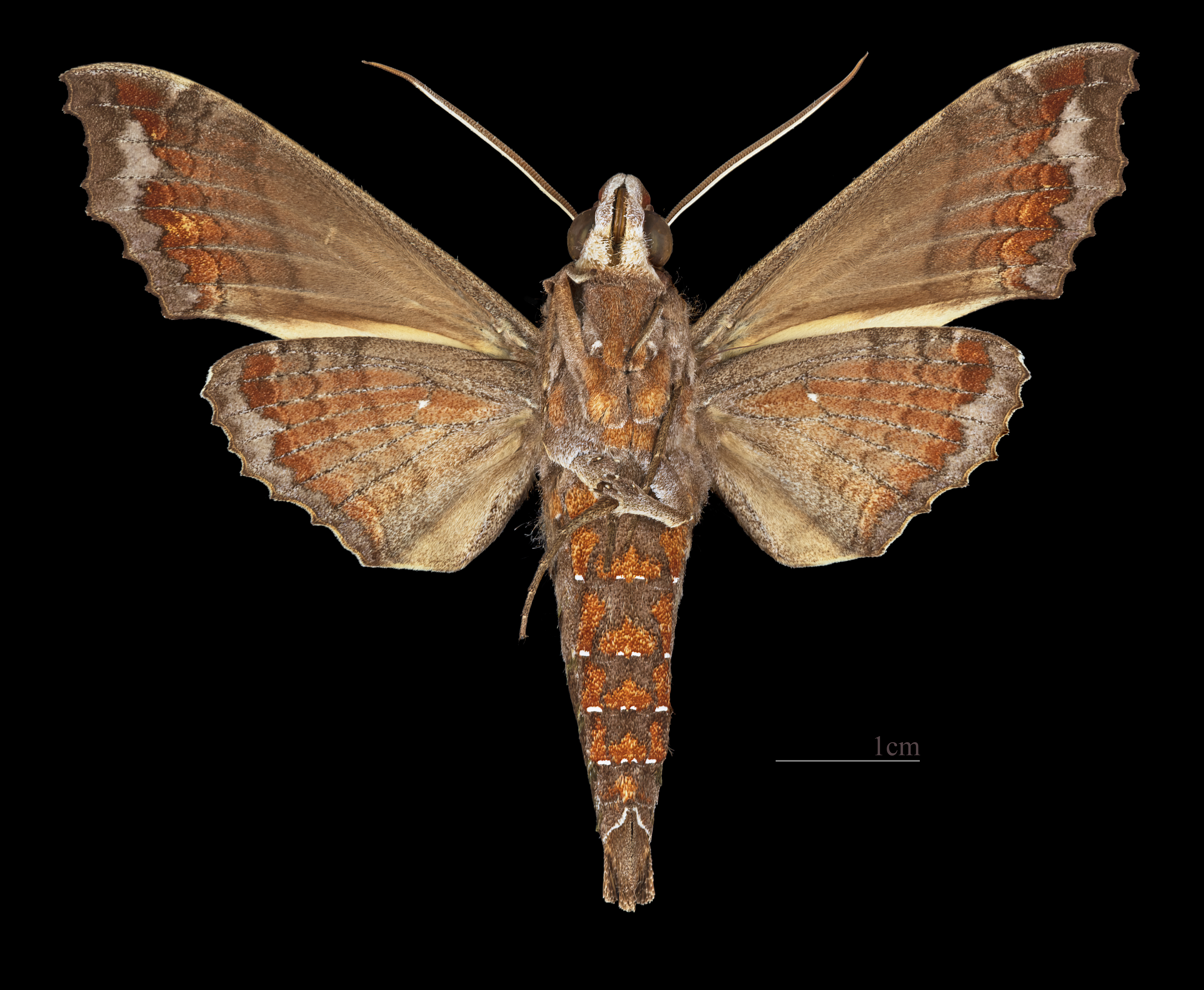
Hemeroplanes ornatus ♂  △	MHNT
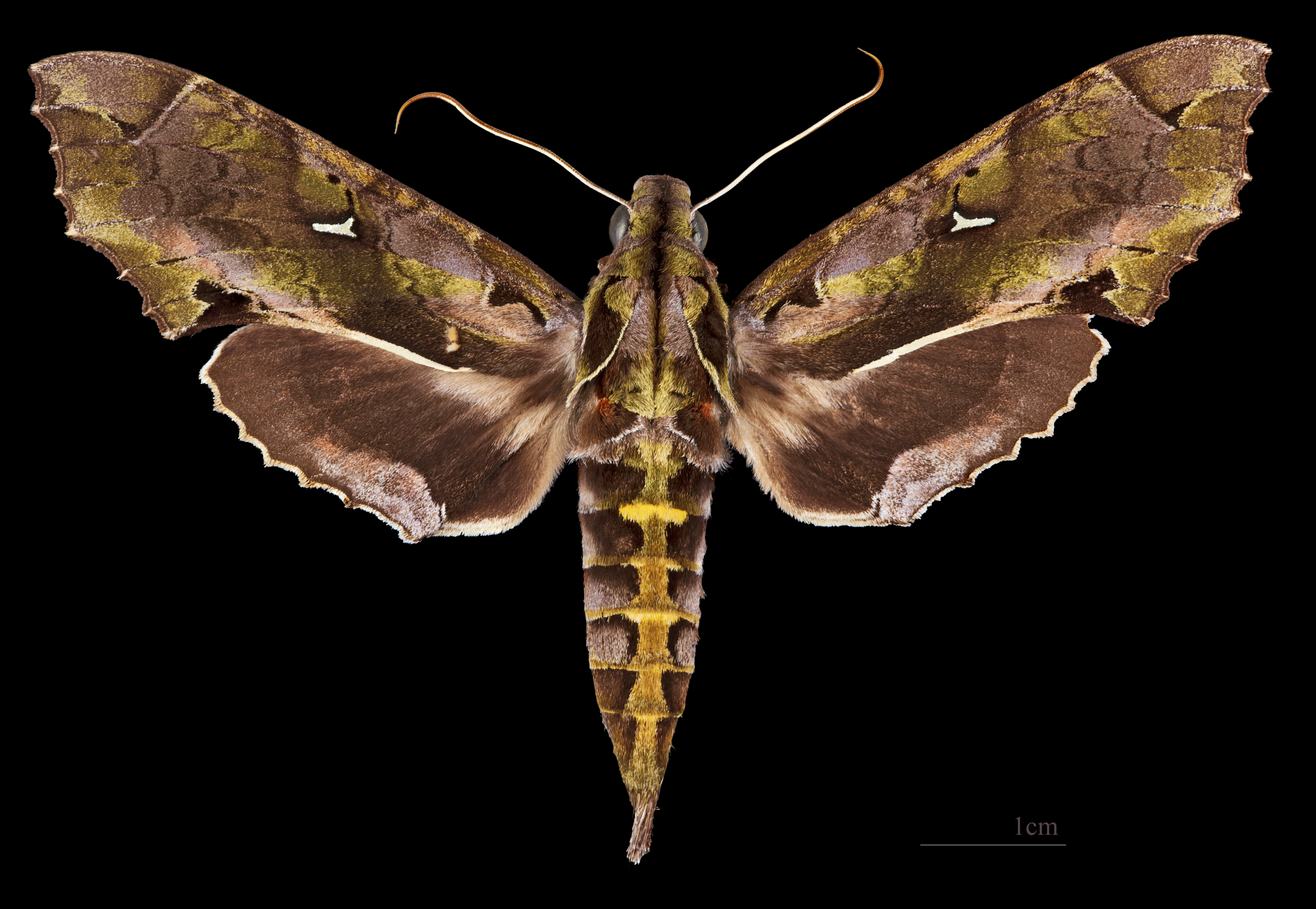
Hemeroplanes ornatus ♀  MHNT
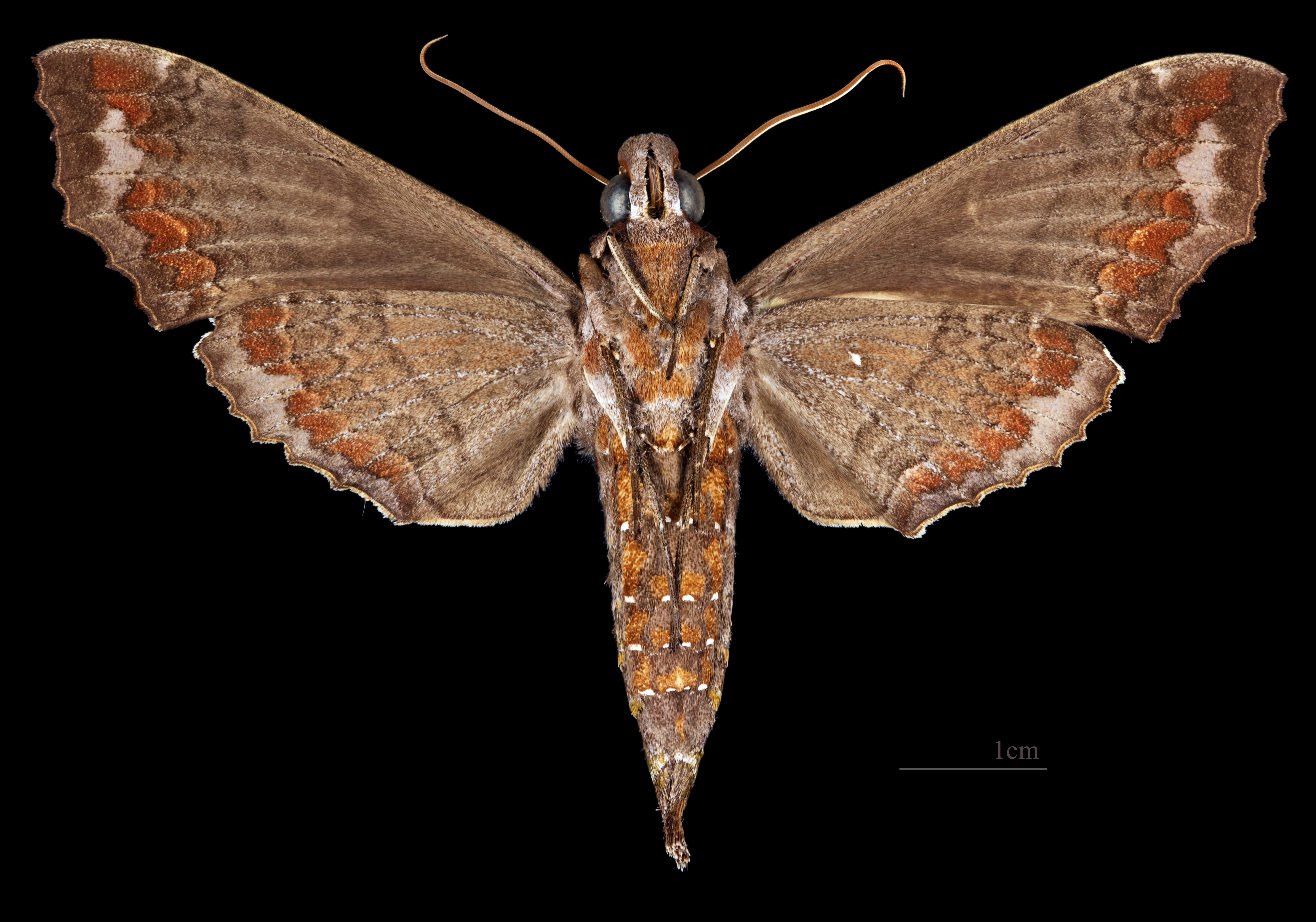
Hemeroplanes ornatus ♀  △MHNT

## Biologie
La chenille adopte une technique de mimétisme en gonflant sa tête et son thorax lorsqu'elle est menacée, lui donnant l'apparence d'une vipère.